# Passeur de la Mintaz
Le Passeur de la Mintaz, Passeur de la Mantaz, passage de la Mantaz, col de Tutu, col du Tutu ou encore col Tutu est un col situé en France, en Savoie, dans le massif du Beaufortain.
Il est situé au pied de la Pierra Menta et permet de relier d'une part le lac d'Amour et au-delà le col du Coin au sud-ouest à d'autre part le col du Bresson, le refuge de Presset et le vallon de l'Ormente au nord-est et à l'est. Il est un passage privilégié par les grimpeurs qui désirent réaliser l'ascension de la Pierra Menta.

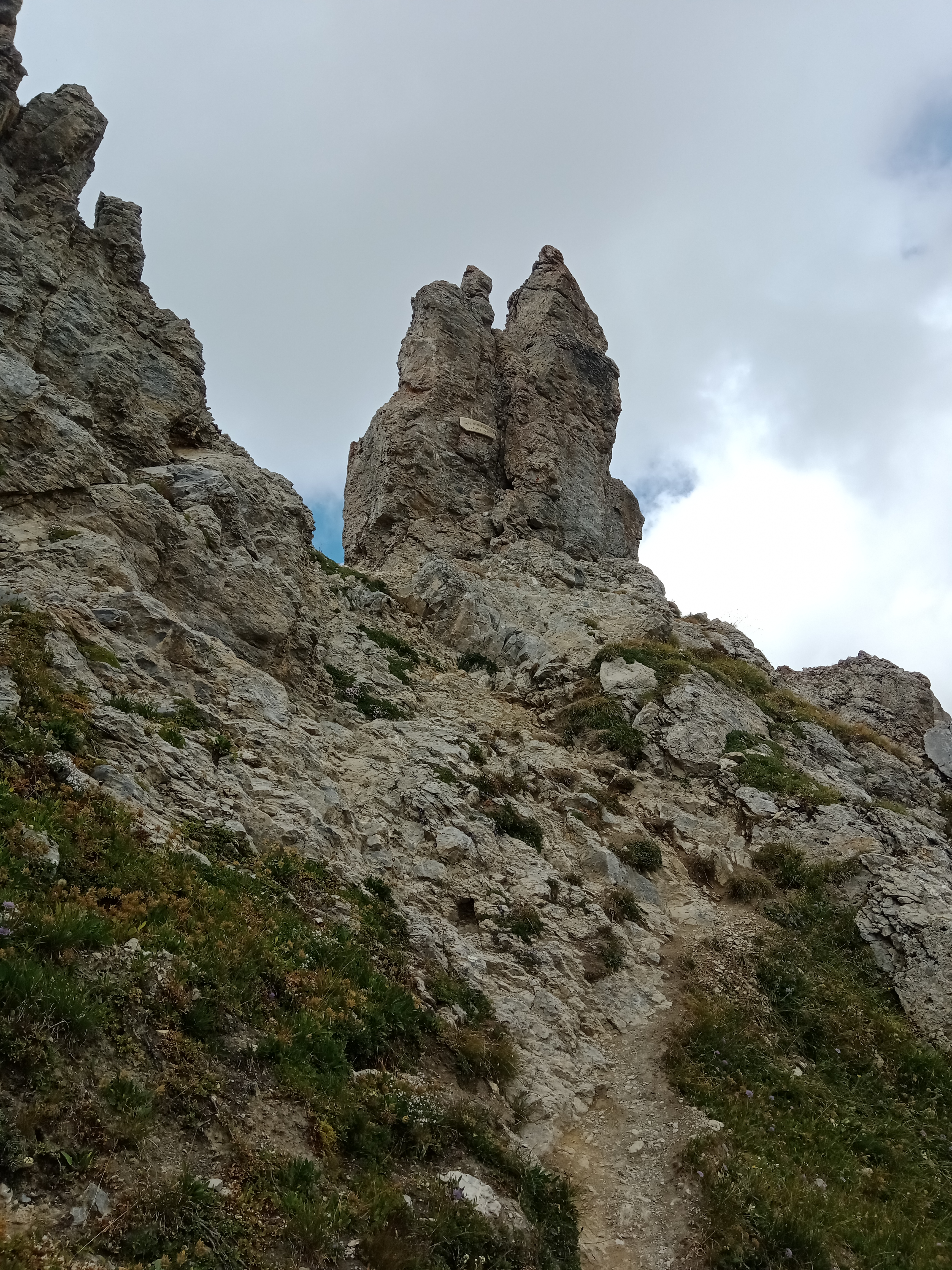
Le col depuis son versant est.
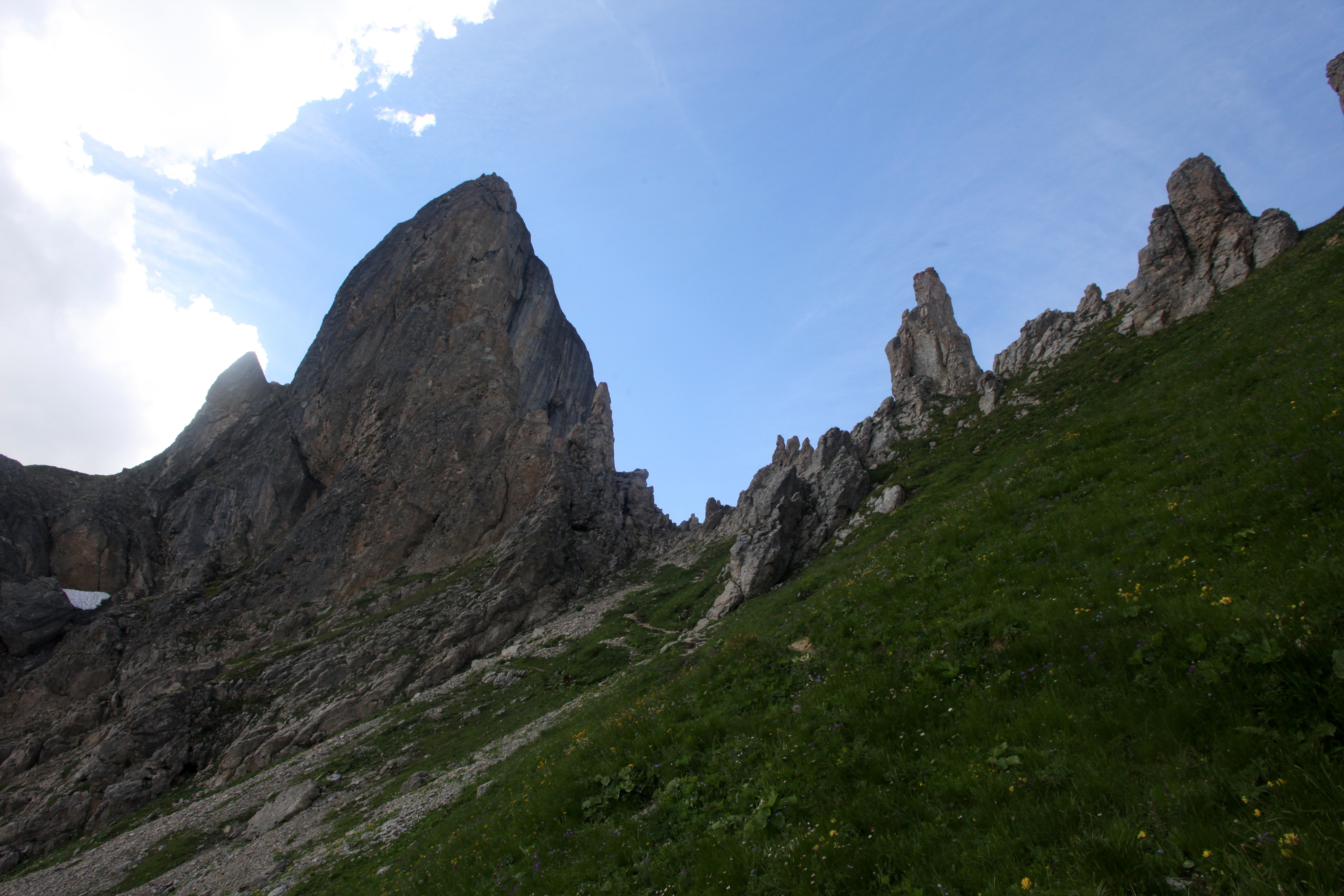
Le col et la Pierra Menta vus depuis le nord-est.
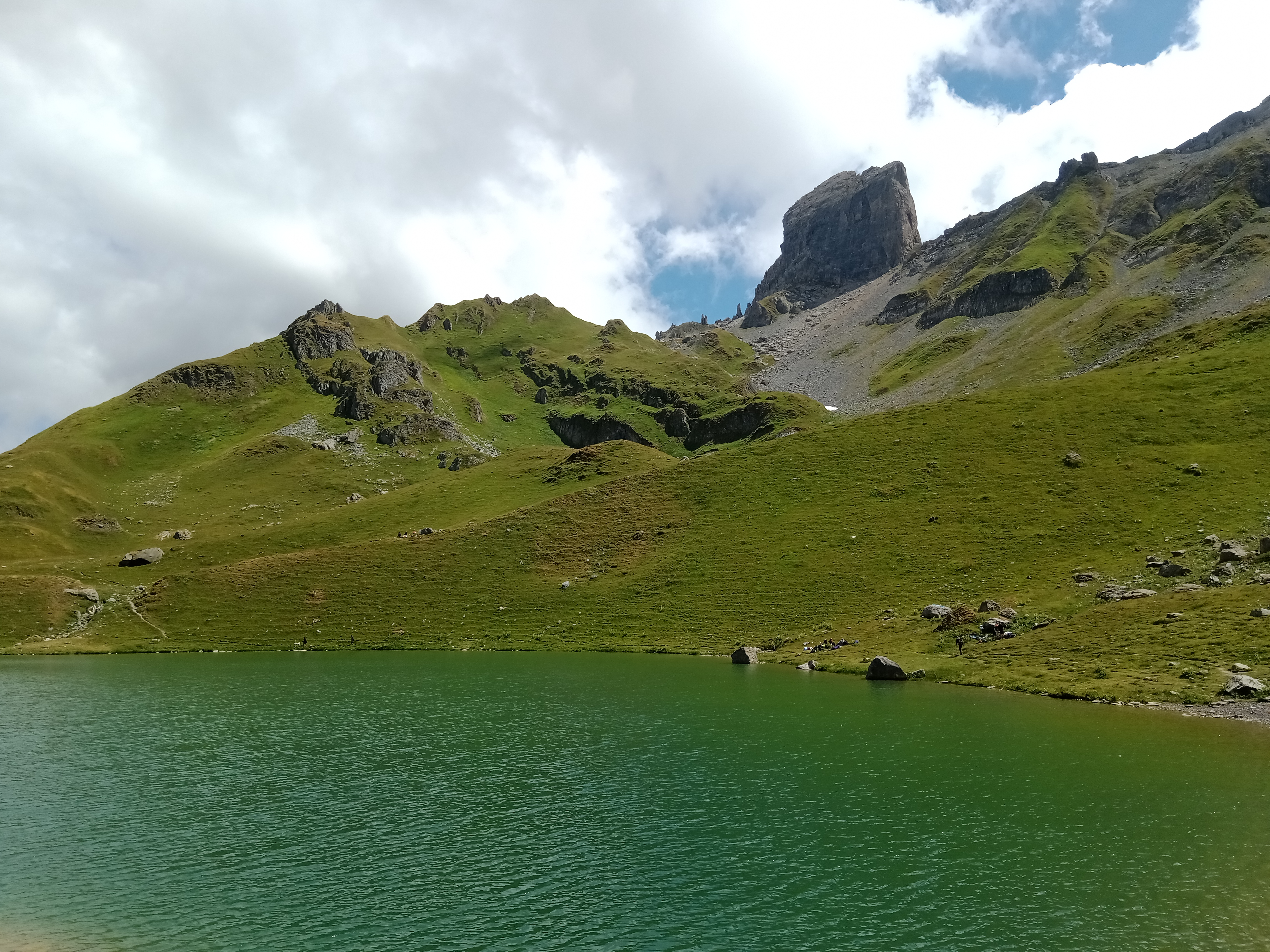
Le col et ses pitons au pied de la Pierra Menta vus depuis le lac d'Amour au sud-ouest.